# دي. جي. إنرايت
دي. جي. إنرايت (بالإنجليزية: D. J. Enright)‏ (11 مارس 1920، ليمينغتون سبا في المملكة المتحدة - 31 ديسمبر 2002، لندن في المملكة المتحدة)؛ كاتب وروائي بريطاني.

## روابط خارجية
- دي. جي. إنرايت على موقع الموسوعة البريطانية (الإنجليزية)
- دي. جي. إنرايت على موقع ديسكوغز (الإنجليزية)